# Sinolinyphia henanensis
Genre
Espèce
Synonymes
- Hypsosinga henanensis Hu, Wang & Wang, 1991
- Sinolinyphia cyclosoides Wunderlich & Li, 1995

Sinolinyphia henanensis, unique représentant du genre Sinolinyphia, est une espèce d'araignées aranéomorphes de la famille des Linyphiidae.

## Distribution
Cette espèce se rencontre en Chine au Henan, au Hunan, au Hubei, au Shaanxi et au Liaoning et à Chongqing et en Russie au Primorié,,.

## Description
La femelle holotype mesure 6,00 mm.
Les mâles mesurent de 3,51 à 4,23 mm et les femelles de 4,32 à 6,48 mm.

## Systématique et taxinomie
Cette espèce a été décrite sous le protonyme Hypsosinga henanensis par Hu, Wang et Wang en 1991. Elle est placée dans le genre Araneus par Yin, Wang, Zhu, Xie, Peng & Bao, 1997 puis dans le genre Sinolinyphia par Zhu, Zhang, Zhang et Chen en 2005.
Sinolinyphia cyclosoides a été placée en synonymie par Zhu, Zhang, Zhang et Chen en 2005.

## Étymologie
Son nom d'espèce, composé de henan et du suffixe latin -ensis, « qui vit dans, qui habite », lui a été donné en référence au lieu de sa découverte, le Henan.

## Publications originales
- Hu, Wang & Wang, 1991 : « Notes on nine species of spiders from natural conservation of Baotianman in Henan Province, China (Arachnoidea: Araneida). » Henan Science, vol. 9, p. 37-52.
- Wunderlich & Li, 1995 : « Three new spider species and one new genus (family Linyphiidae) from China (Arachnida: Araneae). » Beiträge zur Araneologie, vol. 4, p. 335-342.